# Silvia Rubio
Silvia Rubio Ávila (Madrid, 12 ottobre 2000) è una calciatrice spagnola, centrocampista del Milan.

## Carriera

### Club
Cresce nelle giovanili del Madrid CFF, esordendo nella massima serie del campionato di calcio femminile spagnolo il 13 gennaio 2018, all'età di diciassette anni, subentrando al 73' nella partita vinta per 2-1 contro il Levante.
Il 22 luglio 2022 si trasferisce al Milan, firmando un contratto col club rossonero fino al 30 giugno 2025.

### Nazionale
Ha fatto parte della Nazionale under 17 che nel 2016 vinse la medaglia d'argento all'Europeo U17. Nello stesso anno partecipa al Mondiale U17 in Giordania, dove la rappresentativa spagnola arriva terza. Viene impiegata anche nell'under 20 in occasione del mondiale di Francia del 2018, in cui riesce a vincere l'argento, e nell'under 19.

## Statistiche

### Presenze e reti nei club
Statistiche (parziali) aggiornate al 5 maggio 2025.
| Stagione        | Squadra         | Campionato      | Campionato | Campionato | Coppe nazionali | Coppe nazionali | Coppe nazionali | Coppe internazionali | Coppe internazionali | Coppe internazionali | Altre coppe | Altre coppe | Altre coppe | Totale | Totale |
| Stagione        | Squadra         | Comp            | Pres       | Reti       | Comp            | Pres            | Reti            | Comp                 | Pres                 | Reti                 | Comp        | Pres        | Reti        | Pres   | Reti   |
| --------------- | --------------- | --------------- | ---------- | ---------- | --------------- | --------------- | --------------- | -------------------- | -------------------- | -------------------- | ----------- | ----------- | ----------- | ------ | ------ |
| 2022-2023       | Milan           | A               | 1          | 0          | CI              | -               | -               |                      | -                    | -                    |             | -           | -           | 1      | 0      |
| 2023-2024       | Milan           | A               | 13         | 1          | CI              | 2               | 0               |                      | -                    | -                    |             | -           | -           | 15     | 1      |
| 2024-2025       | Milan           | A               | 22         | 0          | CI              | 3               | 0               | -                    | -                    | -                    | -           | -           | -           | 25     | 0      |
| Totale carriera | Totale carriera | Totale carriera | 36+        | 1          |                 | 5               | 0               |                      | -                    | -                    |             | -           | -           | 41+    | 1      |